# سن-کلمان-سور-والسن
سن-کلمان-سور-والسن (به فرانسوی: Saint-Clément-sur-Valsonne) یک کمون در فرانسه با جمعیت ۶۴۸ نفر است که در Canton of Tarare واقع شده‌است.